# Canton des Pavillons-sous-Bois
Le canton des Pavillons-sous-Bois est une ancienne division administrative française située dans le département de la Seine-Saint-Denis et la région Île-de-France.
Il a été intégré dans le canton de Bondy lors du redécoupage cantonal de 2014 en France.

## Histoire
Le canton a été créé par le décret du 20 juillet 1967, lors de la constitution du département de la Seine-Saint-Denis. Il était constitué par la commune des Pavillons-sous-Bois et d'une partie de celle de Bondy. Antérieurement, Les Pavillons dépendaient du canton de Noisy-le-Sec (département de la Seine).
Il a été remanié lors du redécoupage cantonal de 1976, et ne comprenait depuis lors que la commune des Pavillons-sous-Bois.
Un nouveau découpage territorial de la Seine-Saint-Denis entré en vigueur à l'occasion des premières élections départementales suivant le décret du 21 février 2014. Les conseillers départementaux sont, à compter de ces élections, élus au scrutin majoritaire binominal mixte. Les électeurs de chaque canton élisent au Conseil départemental, nouvelle appellation du Conseil général, deux membres de sexe différent, qui se présentent en binôme de candidats. Les conseillers départementaux sont élus pour 6 ans au scrutin binominal majoritaire à deux tours, l'accès au second tour nécessitant 12,5 % des inscrits au 1er tour. En outre, la totalité des conseillers départementaux est renouvelée. Ce nouveau mode de scrutin nécessite un redécoupage des cantons dont le nombre est divisé par deux avec arrondi à l'unité impaire supérieure si ce nombre n'est pas entier impair, assorti de conditions de seuils minimaux. En Seine-Saint-Denis, le nombre de cantons passe ainsi de 40 à 21.
Dans ce cadre, le canton a été intégré dans le canton de Bondy.

## Administration
| Période | Période               | Identité         | Étiquette             | Qualité |
| ------- | --------------------- | ---------------- | --------------------- | --- |
| 1967    | 1979                  | Martial Daire    | SFIO puis PS puis DVG | Inspecteur principal PTT Maire des Pavillons-sous-Bois (1971 → 1979)                                                                              |
| 1979    | fin 1992 (annulation) | Michel Courtois  | RPR                   | Conseiller municipal des Pavillons-sous-Bois Élection de mars 1992 annulée par le Tribunal administratif                                          |
| 1992    | 1998                  | Bernard Portel   | PS                    | Ingénieur financier à la RATP Maire des Pavillons-sous-Bois (1989 → 1995)                                                                         |
| 1998    | 2004 (démission)      | Philippe Dallier | RPR puis UMP          | Chef de projet en informatique Maire des Pavillons-sous-Bois (1995→2017) Suppléant du député Jean-Claude Abrioux (1997-2002) Sénateur (2004→2021) |
| 2004    | 2015                  | Katia Coppi      | Apparentée UMP        | Adjointe au maire des Pavillons-sous-Bois (2014→2017) Élue en 2015 dans le canton de Bondy                                                        |

## Composition

### Période 1967 - 1976
Le canton était constitué, aux termes du décret de 1967 et selon la toponymie de l'époque, de : 

« a) La commune des Pavillons-sous-Bois ;

b) La partie de la commune de Bondy délimitée à l'Ouest par l'axe de la route de Villemomble (jusqu'à la passerelle du chemin de fer), la passerelle du chemin de fer, l'axe de l'avenue Culeras (jusqu'à la rue Édouard-Vaillant, l'axe, de la rue Édouard-Vaillant (jusqu'à la rue
François-Collet), l'axe de la rue François-Collet (jusqu'à la rue Moleret), l'axe de la rue Moleret, l'axe de la rue de la Concorde (jusqu'à la rue Louis-Auguste-Blanqui), l'axe de la rue Louis-Auguste-Blanqui {jusqu'à la rue du Professeur-Vaillant), l'axe de la rue du Professeur-
Vaillant, l'axe de la rue des Cinq-Ormes, l'axe de l'avenue de Verdun, l'axe de l'avenue Gallieni (depuis l'avenue de Verdun jusqu'à la limite des Pavillons-sous-Bois) ».

### Période 1976 -2015
Le canton était constitué, depuis le redécoupage cantonal de 1976, de la seule commune des Pavillons-sous-Bois.
| Communes                | Population (2012) | Code postal | Code Insee |
| ----------------------- | ----------------- | ----------- | ---------- |
| Les Pavillons-sous-Bois | 22 117            | 93 320      | 93 057     |

## Démographie
| 1962   | 1968   | 1975   | 1982   | 1990   | 1999   | 2006   | 2007   | - | - |
| ------ | ------ | ------ | ------ | ------ | ------ | ------ | ------ | - | - |
| 19 022 | 19 084 | 18 638 | 17 185 | 17 375 | 18 420 | 20 204 | 22 117 | - | - |